# Ласёб
Ласёб (фр. Lasseube) — коммуна во Франции, находится в регионе Аквитания. Департамент — Атлантические Пиренеи. Входит в состав кантона Олорон-Сент-Мари-2. Округ коммуны — Олорон-Сент-Мари.
Код INSEE коммуны — 64324.

## География

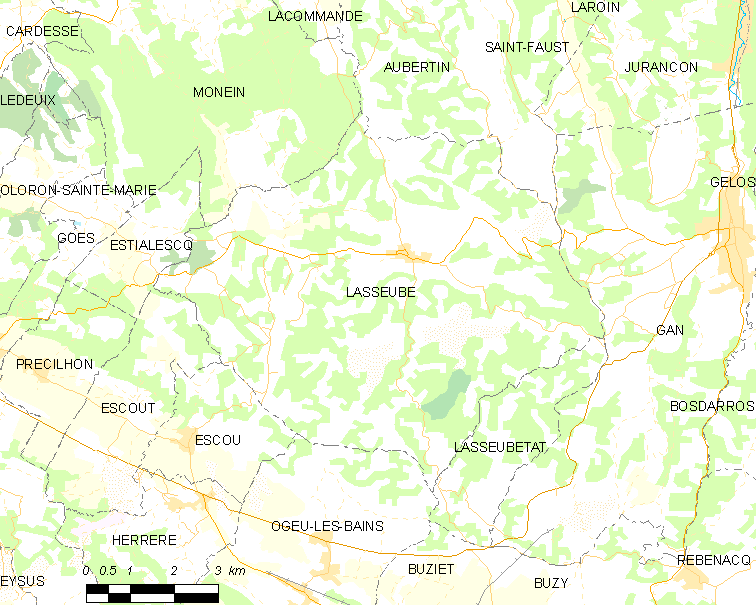
Карта коммуны

Коммуна расположена приблизительно в 670 км к югу от Парижа, в 180 км южнее Бордо, в 13 км к юго-западу от По.
По территории коммуны протекает река Баиз.

### Климат
Климат тёплый океанический. Зима мягкая, средняя температура января — от +5°С до +13°С, температуры ниже −10 °C бывают редко. Снег выпадает около 15 дней в году с ноября по апрель. Максимальная температура летом порядка 20-30 °C, выше 35 °C бывает очень редко. Количество осадков высокое, порядка 1100 мм в год. Характерна безветренная погода, сильные ветры очень редки.

## Население
Население коммуны на 2010 год составляло 1679 человек.
| 1962 | 1968 | 1975 | 1982 | 1990 | 1999 | 2010 |
| ---- | ---- | ---- | ---- | ---- | ---- | ---- |
| 1322 | 1365 | 1311 | 1409 | 1503 | 1529 | 1679 |

## Администрация
| Период | Период | Фамилия                 | Партия | Примечания |
| ------ | ------ | ----------------------- | ------ | ---------- |
| 1989   | 2001   | Жорж Комб               |        |            |
| 2001   | 2008   | Жан-Франсуа де Сен-Дени |        |            |
| 2008   | 2010   | Рене Бурде              |        |            |
| 2010   | 2020   | Жан-Луи Вильяни         |        |            |

## Экономика
В 2010 году среди 1015 человек трудоспособного возраста (15-64 лет) 777 были экономически активными, 238 — неактивными (показатель активности — 76,6 %, в 1999 году было 69,5 %). Из 777 активных жителей работали 726 человек (400 мужчин и 326 женщин), безработных было 51 (21 мужчина и 30 женщин). Среди 238 неактивных 80 человек были учениками или студентами, 102 — пенсионерами, 56 были неактивными по другим причинам.

## Достопримечательности
- Церковь Успения Пресвятой Богородицы (XVI век). Исторический памятник с 1987 года[4]

## Фотогалерея

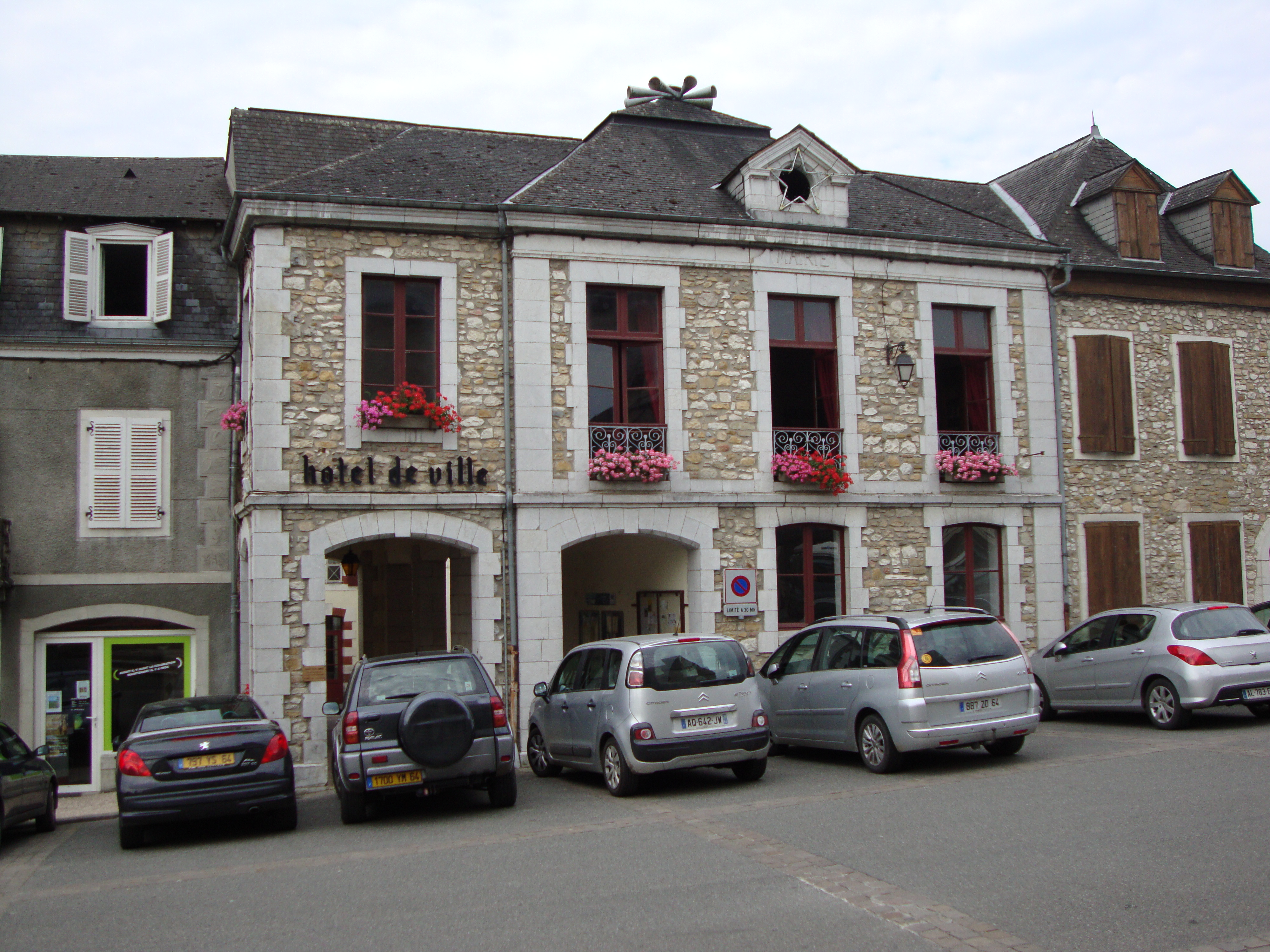
Мэрия
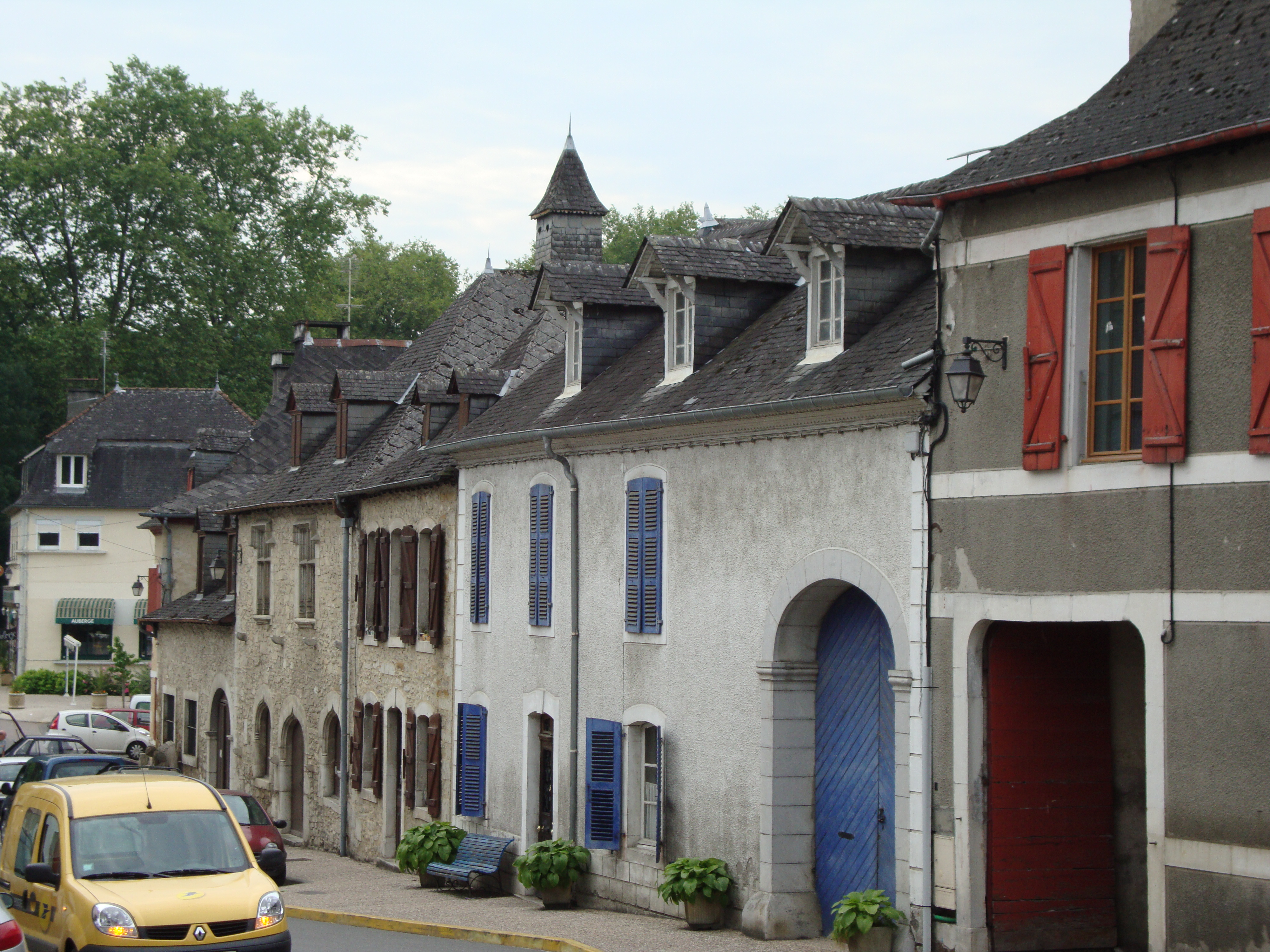
Ласёб
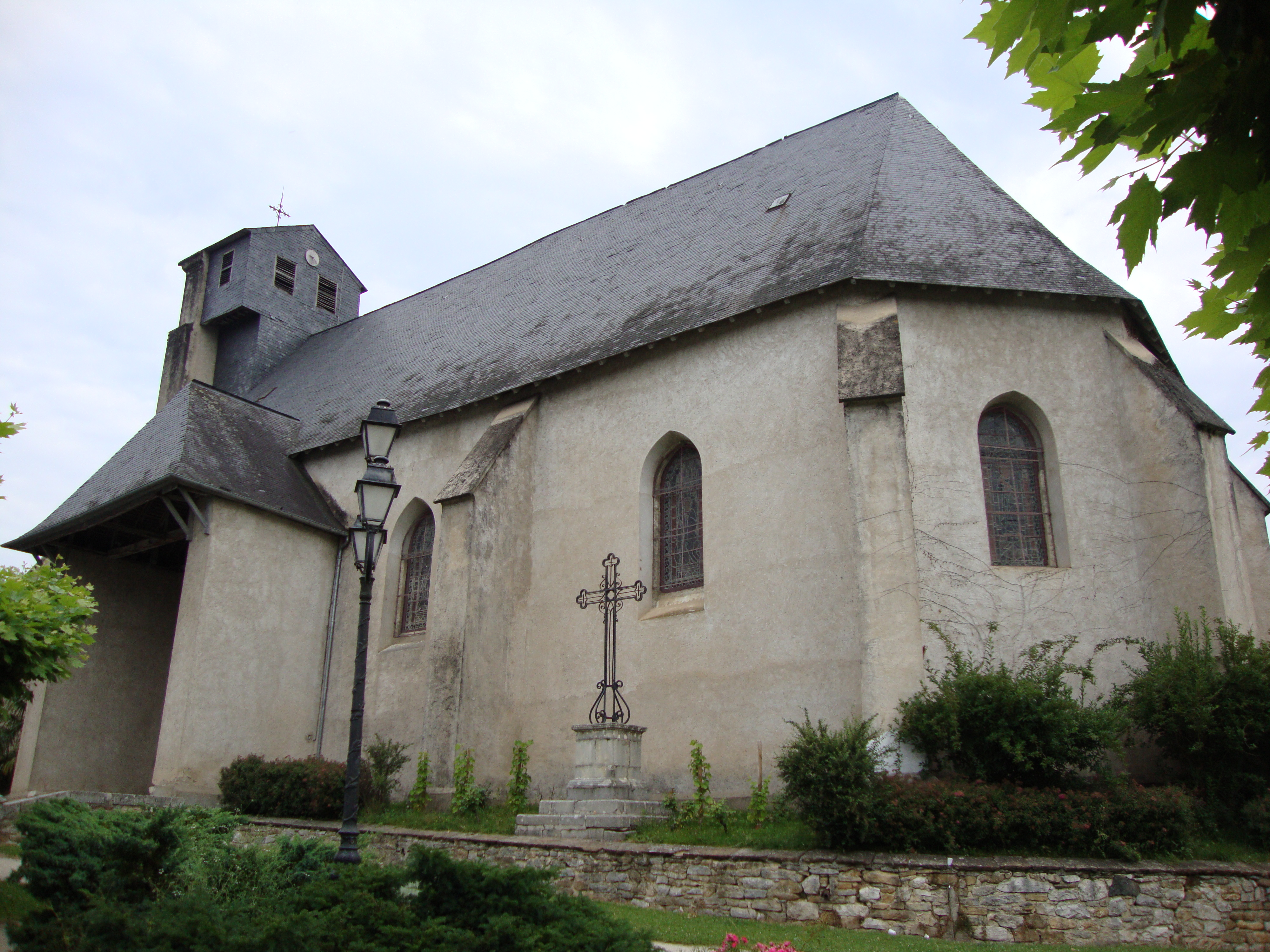
Церковь Успения Пресвятой Богородицы
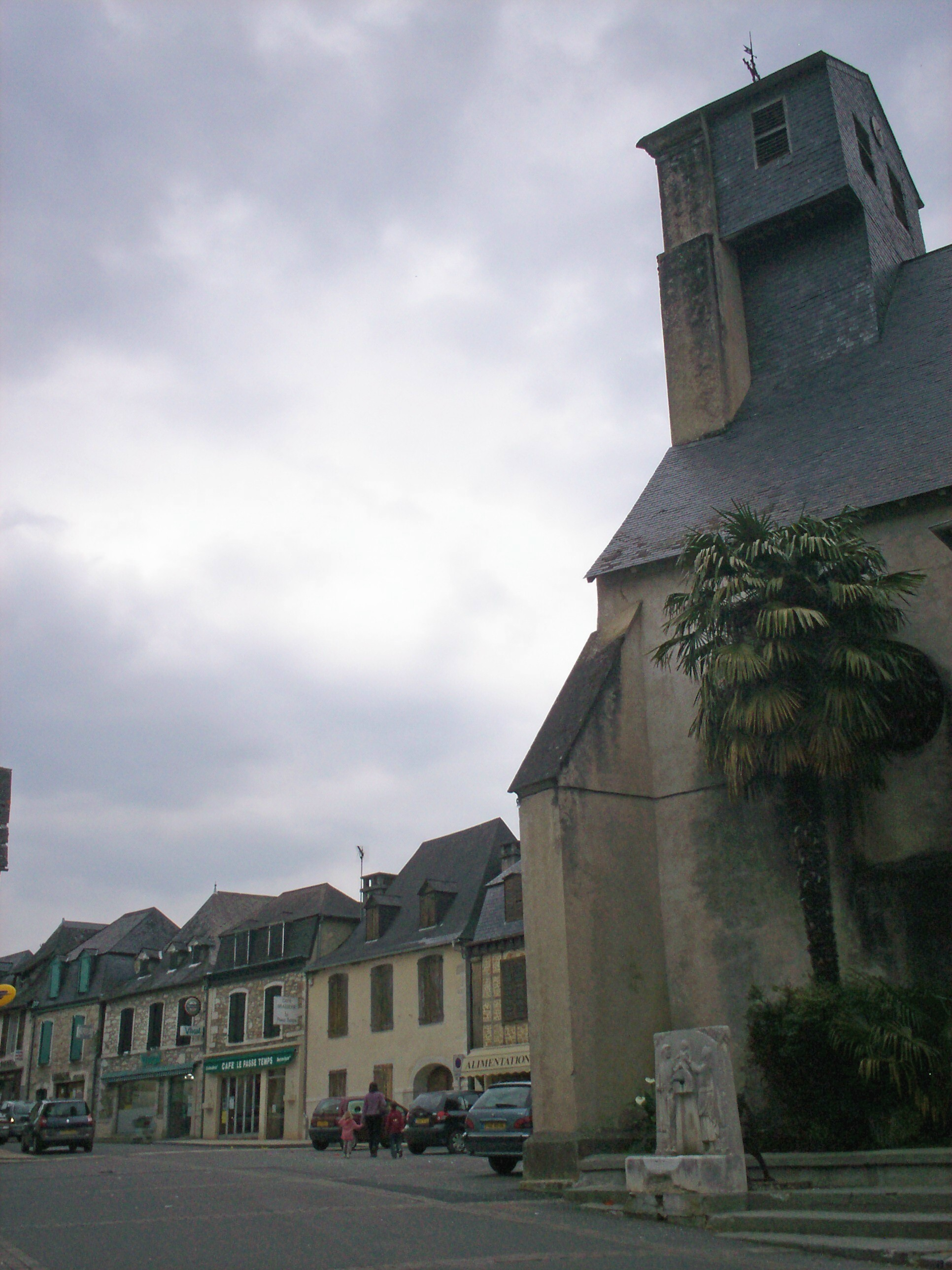
Церковь Успения Пресвятой Богородицы
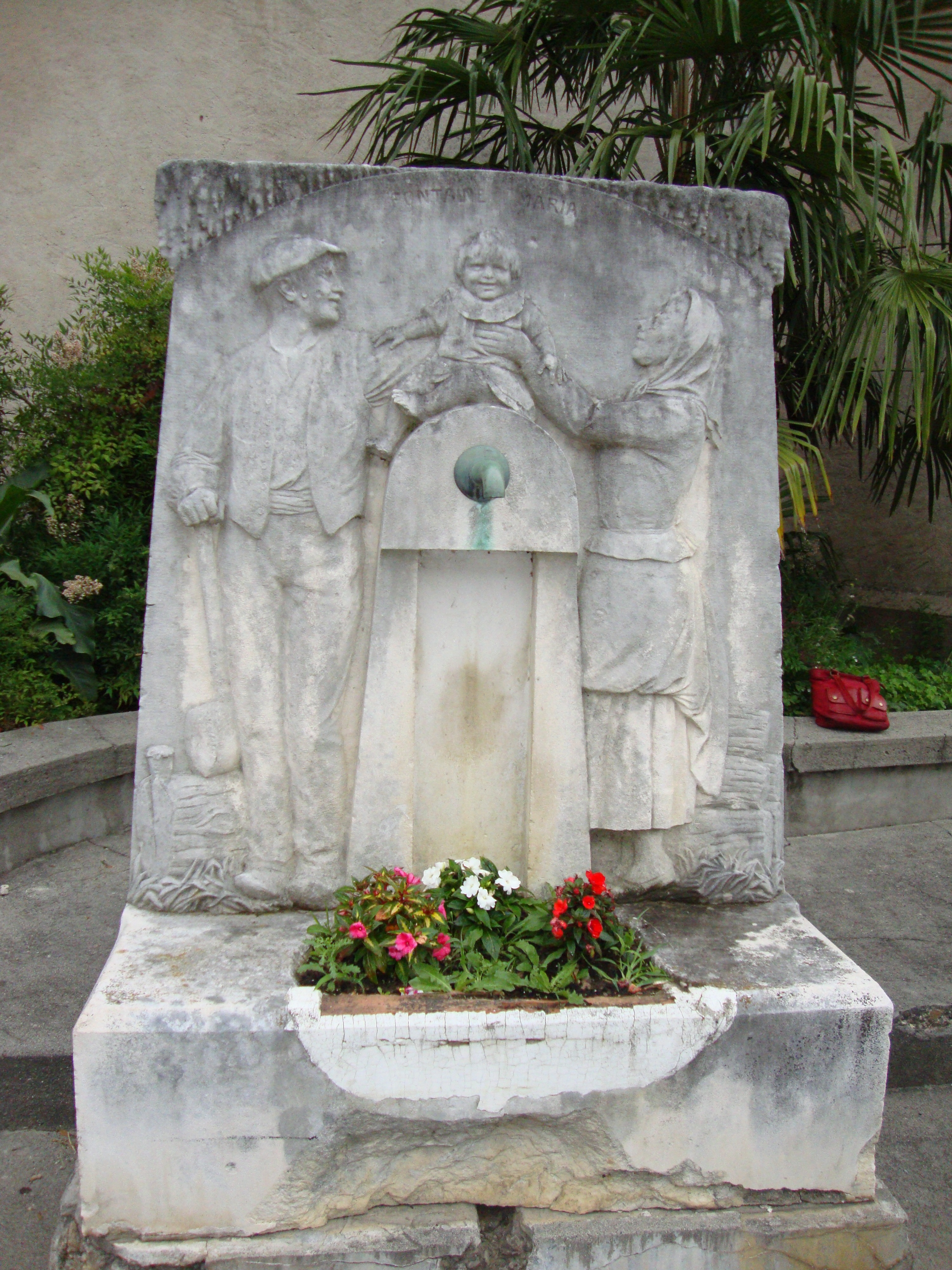
Фонтан